# Bob Dylan (Album)
Bob Dylan ist das Debütalbum des gleichnamigen Musikers Bob Dylan und erschien am 19. März 1962 bei Columbia Records. Das Album enthält überwiegend von Dylan neu arrangierte Traditionals und mit Talkin’ New York und Song to Woody lediglich zwei Eigenkompositionen. Produzent war John Hammond.

## Entstehung
1961 machte der noch unbekannte Musiker Bob Dylan bei Live-Auftritten in den Coffeehouses und Bars des New Yorker Szeneviertels Greenwich Village auf sich aufmerksam. Durch eine wohlwollende Kritik in der New York Times im September 1961 wurde der einflussreiche Produzent John Hammond auf den 20-jährigen Folk-Musiker aufmerksam und schließlich lernten sie sich auf einer Party zufällig kennen. Hammond lud ihn ins Tonstudio ein und bot dem Neuling am 25. Oktober sogar einen Plattenvertrag beim Major-Label Columbia Records an. Sehr zur Verwunderung zahlreicher Kollegen und Fachleute, protegierte Hammond den jungen Interpreten und wurde Dylans erster musikalischer Mentor.
Dylan ergriff die Gelegenheit, nahm das Angebot an und obwohl er kaum Studio-Erfahrung hatte, spielte er das Album Bob Dylan ein. In den beiden Aufnahmesessions am 20. und 22. November 1961 begleitete er sich wie gewöhnlich mit Akustikgitarre und Mundharmonika selbst. Hammond ließ den Musiker einfach drauf losspielen und von den 17 Songs, von denen die meisten in einem Take eingespielt wurden, schafften es 13 auf die Platte. Dementsprechend wirkt das Werk weitgehend unausgereift und ungeschliffen, selbst Hammond merkte an:

„Dylans Gitarrenspiel steckt - ich will es mal liebenswürdig ausdrücken - noch in den Anfängen, und sein Mundharmonikaspiel ist bestenfalls passabel.“

Das Album war weder kommerziell noch künstlerisch wirklich befriedigend und sollte sowohl von der Kritik als auch vom breiten Publikum kaum wahrgenommen werden. Die 5.000 verkauften Exemplare reichten gerade aus, um die Produktionskosten zu decken und in der Musikszene machte schon bald das spöttische Wort von Dylan als Hammond’s Folly (Hammonds Torheit) die Runde.

## Inhalt
Dylan zeigt sich auf seinem Debütalbum noch nicht als Songwriter, noch ist er Interpret und die Platte ein repräsentativer Querschnitt dessen, was er zu dieser Zeit in den Coffeehouses vorträgt. Dabei wird bereits eine unverkennbare eigene musikalische Handschrift deutlich: Jede stilistische Anlehnung – und er bedient sich reichlich und ohne zu zögern bei Vorbildern – dient letztlich dem Zweck, einen eigenen, ganz persönlichen Zugang zu den Songs zu bieten. Bei elf Titeln handelt es sich um Folksongs und Traditionals, die Dylan nach- beziehungsweise in einer neu arrangierten Version einspielt. Teilweise bedient er sich dabei auch Arrangements, die er von befreundeten Folkmusikern „entlehnt“, so bei Eric Von Schmidts Version von Baby, Let Me Follow You Down. Auch der berühmte Bordellsong House of the Risin’ Sun geht auf eine Anregung Dave Van Ronks zurück, denn dieser hatte eigentlich vor, das Lied für seine nächste Platte einzuspielen. Doch Dylan war schneller und klaute dazu noch Van Ronks Arrangement – ein Affront gegenüber seinem Freund.
Bei den beiden Eigenkompositionen handelt es sich zum einen um den Talking-Blues Talkin’ New York. Ganz dem Stile Woody Guthries verschrieben, schildert Dylan launig seine ersten Eindrücke als Neuankömmling in der Metropole. Der ironische und sarkastische Text lässt beispielsweise mit Zeilen wie “A lot of people don’t have much food on their table, but they got a lot of forks ’n’ knives and they gotta cut somethin’” schon das lyrische Potential Dylans erahnen. Größere Bekanntheit erlangte der Woody Guthrie gewidmete Song to Woody, in dem Dylan seine Dankbarkeit und Bewunderung gegenüber seinem frühen Vorbild zum Ausdruck bringt und dessen Melodie und Harmoniefolge von dem Guthrie-Titel 1913 Massacre stammen. Diesen Song hat Dylan auch später noch häufig in Konzerten gespielt. Eine Live-Version, aufgenommen am 16. März 2000 im Civic Auditorium in Santa Cruz, ist zu hören auf einer Maxi-Single von Things Have Changed.

## Titelliste
LP Seite 1
1. You’re No Good (Jesse Fuller) – 1:40
2. Talkin’ New York (Bob Dylan) – 3:20
3. In My Time of Dyin’ (Arr. Dylan) – 2:40
4. Man of Constant Sorrow (Arr. Dylan) – 3:10
5. Fixin’ to Die (Bukka White) – 2:22
6. Pretty Peggy-O (Arr. Dylan) – 3:23
7. Highway 51 Blues (C. Jones) – 2:52

LP Seite 2
1. Gospel Plow (Arr. Dylan) – 1:47
2. Baby, Let Me Follow You Down (Rev. G. Davis; Arr. Eric Von Schmidt) – 2:37
3. House of the Risin’ Sun (Arr. Dave Van Ronk) – 5:20
4. Freight Train Blues (Arr. Dylan) – 2:18
5. Song to Woody (Text, Arr. Bob Dylan, Melodie Woody Guthrie) – 2:42
6. See That My Grave Is Kept Clean (Blind Lemon Jefferson) – 2:43